# Kościół Bożego Ciała w Suwałkach
Kościół Bożego Ciała w Suwałkach – rzymskokatolicki kościół parafialny należący do parafii pod tym samym wezwaniem (dekanat Suwałki – św. Benedykta i Romualda diecezji ełckiej).
Budowa kościoła i przylegającej kaplicy adoracyjnej i budynku klasztornego została rozpoczęta w 1995 roku według projektu architektonicznego Hieronima Kiezika. Świątynia została konsekrowana i oddana do użytku wiernych 22 lutego 2004 roku przez księdza biskupa Jerzego Mazura, ordynariusza ełckiego.
Budowla jest murowana, z zewnątrz obłożona cegłą klinkierową o barwie brązowej, pokryta jest blachodachówką. Do świątyni w zwartej zabudowie jest dobudowana kaplica adoracyjna nosząca wezwanie Najświętszej Maryi Panny z Porcjunkuli i budynek klasztorny, które tworzą jedną bryłę architektoniczną. Budowa kaplicy została zakończona w 1999 roku. W prezbiterium na osi świątyni jest umieszczony ołtarz główny z tabernakulum oraz marmurowy ołtarz soborowy. Po lewej stronie znajduje się marmurowe lektorium. Po lewej stronie świątyni, w połowie jej długości, jest usytuowana marmurowa chrzcielnica. W kościele są umieszczone elektroniczne organy, pięć konfesjonałów i ławki jesionowe, oraz tymczasowe stacje drogi krzyżowej. W kaplicy adoracyjnej jest usytuowany ołtarz główny z obrazem Najświętszej Maryi Panny Anielskiej, tabernakulum razem z zabudowaniem, które umożliwia stałe wystawienie Najświętszego Sakramentu, ołtarz soborowy wykonany z marmuru i lektorium, figury św. Franciszka z Asyżu i Antoniego z Padwy, wykonane z gipsu, a także ławki.